# Alas negras
Alas negras es una obra literaria de género fantástico hecha por la escritora valenciana Laura Gallego García.  Este libro es la segunda parte de Alas de fuego, una novela escrita por la autora en el año 2003 y que salió publicada con la editorial Laberinto. La autora afirmó que, en principio, Alas de fuego sería una novela suelta que no tendría continuación; pero unos años más tarde pensó en una trama para una segunda parte que no fuera simplemente una continuación de la anterior, sino que conformara también una nueva historia. El resultado fue esta obra: Alas negras.

## Sinopsis
Tras su salida de la prisión de Gorlian, el ángel Ahriel no ha acabado de rendir cuentas. Después de acudir a la Ciudad de las Nubes, se dispone a reanudar la búsqueda de la mágica prisión para recuperar lo que dejó atrás al escapar. Decidida a cualquier cosa para encontrarlo, llegará hasta lugares donde nunca pensaría llegar, sin embargo, Ahriel no está sola esta vez.

### Publicación
Después de su revisión y su edición, fue publicada en la colección de novela fantástica de la editorial Laberinto en 2009. También se publicó una edición en rústica de 432 páginas, en 2011.
Por diciembre del 2015 Laura cambió la esditorial tanto de Alas de fuego y de Alas negras a minotauro. Por lo tanto Ahora la saga de Ahriel pasa a una solo edición de tapa blanda en la editorial minotauro.
La obra ha sido traducida a diferentes idiomas: catalán, francés, italiano y portugués.